# Bank of Italy Building
Le Bank of Italy Building est un ancien bâtiment bancaire américain situé à San Francisco, en Californie. Il est inscrit au Registre national des lieux historiques et classé National Historic Landmark depuis le 2 juin 1978.
La Bank of Italy est un établissement bancaire créé en 1904 à San Francisco par Amadeo Giannini. La banque s'installe dans ce bâtiment en 1908.